# Retidrillia pruina
Retidrillia pruina é uma espécie de gastrópode do gênero Drilliola, pertencente à família Borsoniidae.